# KV Andenes
KV Andenes – patrolowiec typu Nordkapp, używany przez Norweską Straż Wybrzeża. Okręt jest wykorzystywany do ratownictwa, inspekcji połowów, poszukiwań oraz patroli wyłącznej strefy ekonomicznej Norwegii. Jego drugą rolą jest eskorta konwojów morskich w przypadku wojny. Norweska Straż Wybrzeża jest częścią Norweskiej Marynarki Wojennej.
Patrolowce typu Nordkapp mają na pokładzie jeden helikopter. Do 2011 roku był to Westland Lynx, natomiast po roku 2011 NHI NH90.

## Służba
„Andenes” patrolował Zatokę Perską podczas wojny w 1991 r. jako część państw koalicji. W 1994 r. okręt został miał scysję ze statkiem Sea Shepherd Conservation Society „Whales Forever”, która doprowadziła do zderzenia i uszkodzenia obu jednostek.